# Євтропій, Клеонік й Василіск (мученики)
Святі Євтропій, Клеонік й Василіск († 290, Амасья, Понт, сьогоднішня північна Туреччина) — християнські святі, мученики. Брати Євтропій і Клеонік були розп'яті а Василіск був зарубаний мечем.
За правління імператора Максиміана в понтійському місті Амасії у в'язниці перебувало троє християн: два рідні брати — Євтропій і Клеонік, і Василіск.
Три дні мучили вірних Христових борців. Коли ж це не захитало їхньої святої віри, братів Євтропія і Клеоніка засудили на розп'яття, а Василіска невдовзі зарубали мечем 290 року. Мощі мучеників прославилися численними чудами.
- Пам'ять — 16 березня